# Bengt Lidforss
Bengt Lidforss, född 15 september 1868 i Lund, död där 23 september 1913, var en svensk publicist och professor i botanik. Han skrev under pseudonymen "S. R. K.".

## Biografisk bakgrund

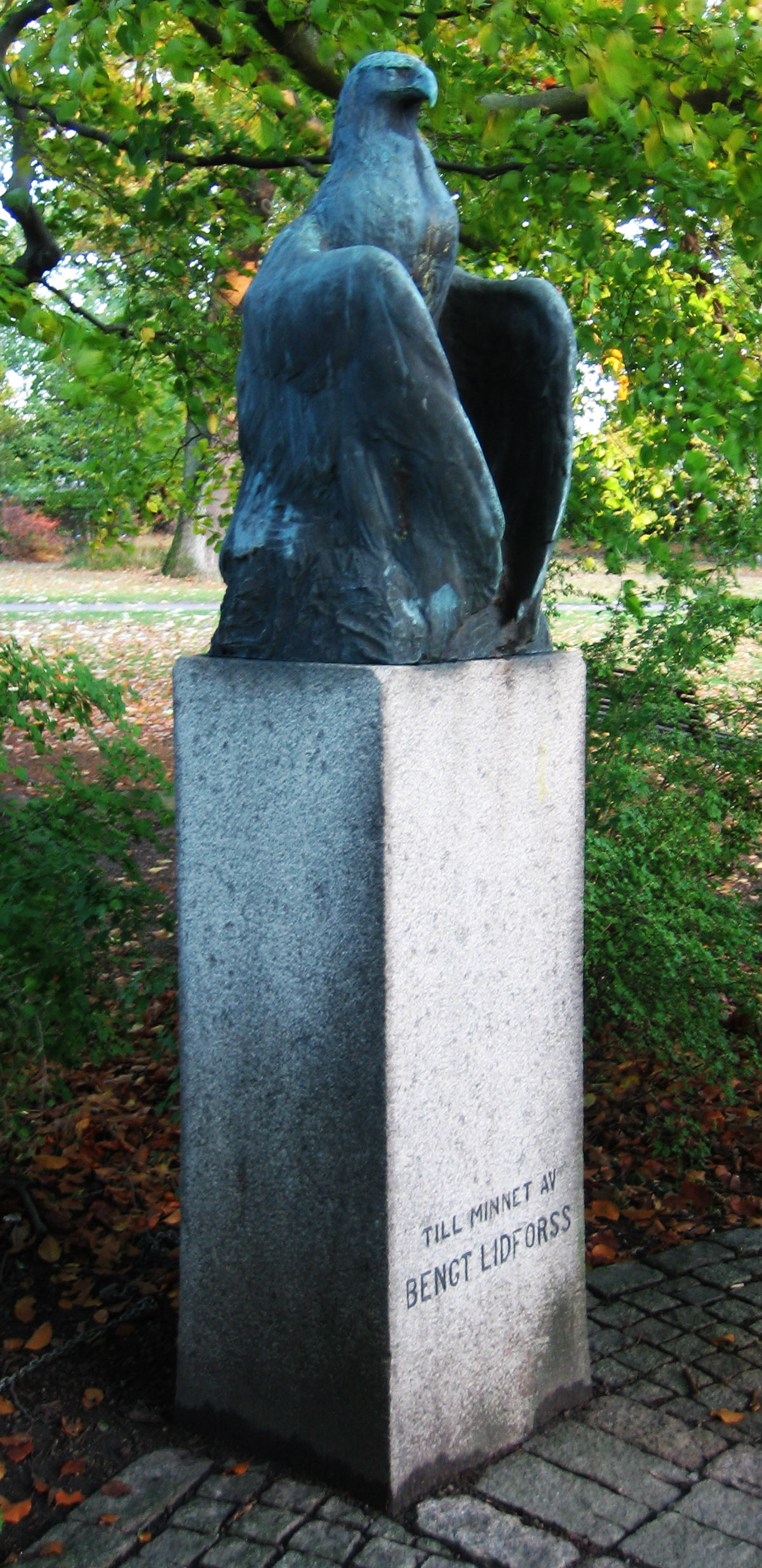
Axel Ebbes minnesmärke över Bengt Lidforss i Botaniska trädgården i Lund (1925).

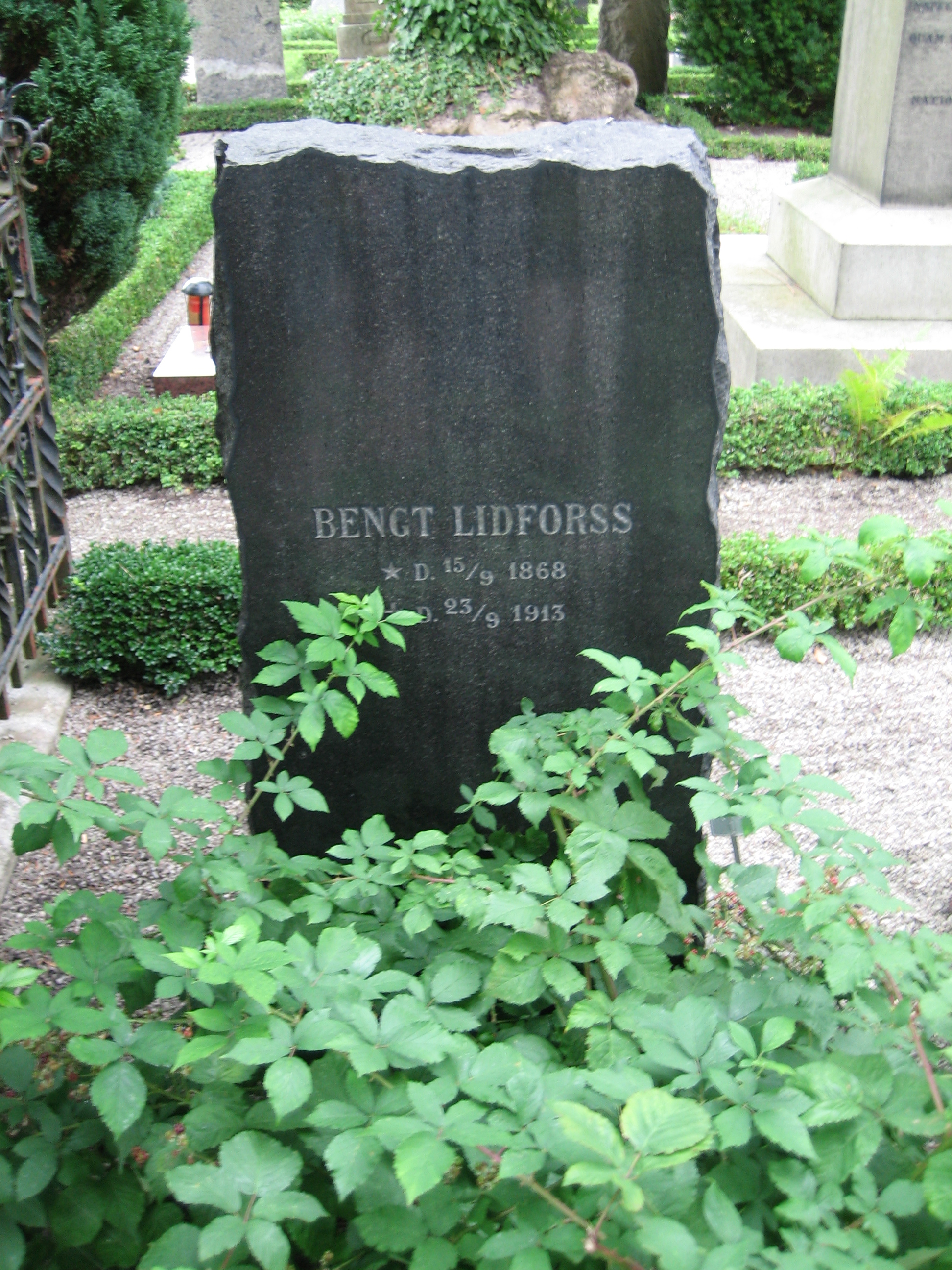
Bengt Lidforss grav på klosterkyrkogården i Lund. På graven växer björnbär.

Släkten Lidforss har tagit sitt namn efter Lidens socken i Medelpad, varifrån den äldste stamfadern,  expeditionsbefallningsmannen i Torsåker i Gästrikland, Abraham Lidforss (1733–1797), kom. Bengt Lidforss var son till professorn i romanska språk vid Lunds universitet, Edvard Lidforss; modern hette Anne Marie Swartling. Hans ena syster, Karin Jensen, var översättare och journalist och gift med författaren Alfred Jensen. En andra syster, Hedvig, var tandläkare och gift med astronomen Elis Strömgren, och en tredje, Gärda, var läkare och gift med Emanuel af Geijerstam född i släkten af Geijerstam. En bror, Erik, var en välkänd violinist och jurist.
Lidforss var ogift. Antydningar om någon slags homosexuell dragning några få år i början av 1900-talet mellan Lidforss och Vilhelm Ekelund finns, och förstärks av ett öppet bisexuellt uttalande i ett brev till poeten Emil Kléen runt 1893.
Lidforss blev i juni 1885 student vid Lunds universitet (med stort A i de flesta betyg) och disputerade 1897 för filosofie doktorsgrad i botanik. Åren 1899–1910 var han assistent i växtfysiologi. År 1910 blev han professor i botanik i Uppsala och året därefter i Lund.
Lidforss var syfilitiker och avled av brusten aorta 1913. Han ligger begravd på Klosterkyrkogården i Lund.

## De unga åren i Lund
Lidforss var under och efter sin studenttid centralgestalt i De unga gubbarna och senare det så kallade Tuakotteriet i Lund där en mängd radikala intellektuella studenter umgicks och odlade sina idéer. Tillsammans med bland andra Emil Kléen, Axel Wallengren och Lars Rydner medarbetade Lidforss i den radikala studentkalendern Från Lundagård och Helgonabacken (1892–1895), något som äventyrade hans förväntade docentur i botanik eftersom han i första numret häcklade de "dvärgar" han tyckte sig se i Lunds forskarkår. Han samarbetade även vid författandet av den smått anarkistiska skämtpublikationen Hej!!! (1892; faksimilupplaga 2008). Lidforss umgicks även med Anders Österling.
1892 reste Lidforss till Berlin efter att ha råkat i onåd hos både professor August Quennerstedt, som kallade Lidforss för "en förbannad lushund", och sin professor Fredrik Areschoug. Emil Kléen har refererat ett samtal mellan Lidforss och Areschoug; ett samtal som skall ha följt på publiceringen av Från Lundagård och Helgonabackens första nummer våren 1892:
| ”     | "Mot vetenskapsmannens [Bengt Lidforss] bidrag har jemväl en om möjligt ännu starkare indignationsstorm blåst upp. 'Dvärgarne' ha tydligen känt piskrapp svida i skinnet och för närvarande är Bengts docentur en saga blott. Se här några utdrag ur forskarens tal till sin amanuens: — Att du lefver illa i ditt privata lif och umgås med studentkårens afskum, det är ju en sak, som jag icke har att göra med. Men att du i tryck och offentligen söker forleda en storre allmänhet till otokt, det kan jag min själ icke tillåta af min docent — Och så har du ju tillegnat din dikt till af Svariges notoriskt storsta sluskar (Axel Danielsson) Ja, han är natorligtvis jätten och dvargen – här pekade den gamle mannen på sin mage - dvargen det är natorligtvis jag. Allt är slut oss emellan." | „ |
| [ 9 ] | |   |

Den unge Lidforss figurerar i Emil Kléens självbiografiska roman Venus anadyomene (2008) under namnet "Nils Bergsjö".

## Tiden i Tyskland
Lidforss kom på 1890-talet att tillbringa några år i Tyskland. I Berlin blev han indragen i kretsen kring Strindberg som tillsammans med bland andra Munch och Przybyszewski huserade på vinstugan Zum schwarzen Ferkel. Strindberg porträtterar Lidforss i Inferno och Legender.
Lidforss idkade botaniska studier även vid flera tyska universitet och företog botaniska resor till Italien och Böhmen. Hans huvudstudium var växtfysiologi och mikrokemisk anatomi; bland hans skrifter, som innehåller för den tiden mycket viktiga resultat och mestadels publicerats i Lunds universitets årsskrift och utländska tidskrifter, kan nämnas Zur Biologie des Pollens (1896, 1899), Zur Physiologie des pflanzlichen Zellkernes (1897), Studier öfver pollenslangarnes irritationsrörelser (1901, 1906), Über den Geotropismus einiger Frühjahrspflanzen (1902) och Die wintergrüne Flora (1907).
Ingående studier ägnade han dessutom åt det artrika och polymorfa växtsläktet Rubus, särskilt dess skånska former. Han gjorde också hybridiserings- och kulturförsök inom samma släkte samt därom meddelat Batologiska iakttagelser (1899, 1901) även som Studier öfver artbildningen inom släktet Rubus (1905, 1907).

## Den socialdemokratiska skribenten Lidforss
Lidforss, som många år medverkade i tidningen Arbetet i Malmö (startad av hans gode vän Axel Danielsson), utvecklade ett synnerligen alsterrikt författarskap på sociala, litteraturkritiska, naturvetenskapliga med flera områden, varvid han i synnerhet uppträtt skarpt polemiskt mot kristendomen och kritiserat enskilda personer. Växternas skyddsmedel mot yttervärlden (i studentföreningen Verdandis småskrifter 1890) och Naturvetenskapliga kåserier (1908) är rent populärvetenskapliga; delvis refererande eller kåserande, delvis agitatoriska är Fragment och miniatyrer (1904), Socialistisk journalistik (1907). Onda makter och goda (1909), Utkast och silhuetter (1910) och Kristendomen förr och nu (1911), varjämte han med flera broschyrer deltog i polemiker mot K.G. Ossiannilsson och Fredrik Böök. Kritiken mot kristendomen besvarades av liberalteologen Magnus Pfannenstill.
Genom sin stils skärpa och klarhet samt det hänsynslösa i sitt skrivsätt kan Lidforss anses som en av det tidiga socialdemokratiska partiets främsta litterära krafter. Lidforss var också den förste akademiske lärare i Sverige som anslöt sig till det socialdemokratiska partiet (3 september 1902).
Bengt Lidforss framstod efter sekelskiftet som karismatisk ledargestalt inom den svenska arbetarrörelsen och blev alltså en av dess främsta publicister. Han var också en beundrad talare. Inte minst inom det dåtida Socialdemokratiska ungdomsförbundet hade han många beundrare, trots att han råkade i konflikt med förbundets förste ordförande, den politiskt säregne Karl Gustaf Ossian-Nilsson, som under 1920-talet skulle bekräfta Bengt Lidforss politiska analys av honom, genom att resa runt i Sverige och hålla entusiastiska föredrag om Mussolinis fascistiska Italien.
Lidforss kombinerade en socialistisk grundåskådning med en stark tro på konsten. För honom var konsten inte isolerad från samhället utan tvärtom en betydelsefull faktor i samhällsomvandlingen. Den nya socialistiska människan skulle adlas genom konsten i stället för att förvekligas genom religionen.
Som litteraturkritiker var Lidforss den skånska litterära skolans ivrigaste beskyddare, och hans kamp för Ola Hansson och Vilhelm Ekelund har satt spår i svensk litteraturhistoria.. Detsamma gäller hans insatser för Gustaf Fröding och August Strindberg, kulminerande i de polemiska artiklarna under Strindbergsfejden (1910–11).
Det var inte minst genom att angripa ledande borgerliga tidningar och publicister som Lidforss skapade sig och Arbetet en allt starkare position inom det publicistiska fältet. Inom det litterära fältet angrep han de borgerliga kritikerna, exempelvis Oscar Levertin och efter dennes död efterträdaren i Svenska Dagbladet Fredrik Böök, och på så vis medverkade han till att inte bara Strindberg och Fröding utan också de unga skånska författarna kom att uppfattas som lierade med arbetarrörelsen. Lidforss litteratursmak uppfattades som ett alternativ till den borgerliga smaken, och skönhetsdyrkan kom därmed på modet bland socialisterna.
Att man finner sympatier inte bara för symbolism utan också för dekadenta skildringar ännu hos socialisten Lidforss hänger samman med att skildringarna av hjältarnas vantrivsel avslöjade det kapitalistiska samhällets avigsidor. Dock varnade Lidforss för programmatisk pessimism, eftersom han menade att litteraturen borde styrka människorna i deras kamp.
Lidforss såg pessimistiskt på människans situation under kapitalismen, men trodde desto starkare på det kommande socialistiska samhället. Inte minst skulle konstnärernas villkor bli drägligare där, siade han. Han erkände att kampdikt kunde vara nyttig men ansåg att konstens kvalitet ofta drogs ned om den medvetet ställde sig i politikens tjänst. Den kampdikt han berömde i sina recensioner var den han fann äkta och sprungen direkt ur hjärtat. Uttalad tendens fann han mindre önskvärd, men han deklamerade gärna dikter i politiska sammanhang.

## Antisemitism och rasism
Lidforss var en stor tyskvän, men utan att beundra preusseriet och kejsar Wilhelm. Han hyllade ofta "germaner" på ett sätt som idag skulle klassas som rasistiskt. I likhet med många andra i sin samtid var Lidforss även öppet antisemit, och han har betraktats som den som ledde de rasistiska och antisemitiska idéströmningarna i det svenska socialdemokratiska partiet. Nils Beyer menar dock att Lidforss inte var antisemit i den primitiva bemärkelsen att han tyckte illa om judar i allmänhet, men när han tyckte illa om någon av judisk börd drog han sig inte för att använda antisemitiska argument.
Lidforss judiske vän Walter Klein menade att Lidforss delade sin tids rasfördomar, men att "det som hos vardagssvensken var en jargong hos Lidforss blev stilistiskt lysande raspsykologisk kvasivetenskap". Lidforss vacklande antisemitism syns tydligt i bland annat artikeln "Judar och germaner" som dels tar avstånd från antisemitism, "en av mensklighetens vidrigaste afsöndringsprodukter": 
| ”                                    | Allt hvad Tyskland äger av småsinthet, chauvinism, brutalitet och oridderlighet tyckes samladt i detta monstrum, som vill förgöra ett folk, hvilket vi alltsedan vår första ungdom lärt oss akta och älska. Hvilken tack äro vi icke skyldiga de judiska genierna! Var det icke Heine, som med Sångernas bok gaf oss en helsobringande trolldryck, när en gång för länge sedan den första kärlekens kval höll på att slå oss till jorden. Var inte Georg Brandes en gång vår trognaste bundsförvant i den inre frigörelsekamp, vi alla kämpat mot fördomar och öfvertro, var det inte han, som lärde oss förstå att skönhetens genius äfven är frihetens. Och var det inte sedan Marx, som lät nya världar med en ny kultur härga för oss vid horisonten, och var det ej Lombroso, som med sin forsknings blindlykta kastade en ljusstrimma öfver de dunklaste krafterna i vår själ, vansinnet, genialiteten och kärleken till brottet... Judar utefter hela linjen, hvarannan milstolpe på vår själs utvecklingsväg ett judiskt geni!. | „ |
| – Bengt Lidforss, Judar och germaner | |   |

Intelligensaristokraten Lidforss högaktade genier, oavsett ras – men i artikeln framgår också att Lidforss använde antisemitiska argument för att påvisa att den antisemitiska rörelsen i Tyskland inte har helt fel, och pekar på judarnas för stora inflytande över ekonomi och kultur. Den svenske nazistledaren Birger Furugård har hävdat att Lidforss var "den förste svenska man hos vilken rastanken kom till klart medvetande"